# جولیوس یگو
جولیوس یگو (انگلیسی: Julius Yego؛ زادهٔ ۴ ژانویهٔ ۱۹۸۹) یک پرتاب‌گر نیزه اهل کنیا است. از افتخارات وی میتوان وی می‌توان به کسب مدال طلای پرتاب نیزه در ۲۰۱۵ پکن اشاره کرد.